# برندن گارارد
برندن گارارد (انگلیسی: Brendan Garard؛ زادهٔ ۶ december ۱۹۷۱ (۵۳ سال)) ورزشکار هاکی روی چمن اهل استرالیا است.
وی در مسابقات کشوری و بین‌المللی در مجموع برندهٔ ۱ مدال برنز شده‌است.